# Bellefond (série télévisée)
 (juillet 2025).
Si vous disposez d'ouvrages ou d'articles de référence ou si vous connaissez des sites web de qualité traitant du thème abordé ici, merci de compléter l'article en donnant les références utiles à sa vérifiabilité et en les liant à la section « Notes et références ».
Pour les articles homonymes, voir Bellefond.
Production
Diffusion
Bellefond est une série télévisée française diffusée depuis le 18 octobre 2022 sur France 3.

## Distribution

### Acteurs principaux
- Stéphane Bern : Antoine Bellefond
- Anne Caillon : Audrey Passereau
- Julia Oberlinkels : Farima
- Wendy Nieto : Camille

## Invités

### Saison 1

#### Épisode 1:Pilote
- Oscar Berthe : Kévin
- Jean-Marie Winling : Jacques Bellefond
- Alexandra Vandernoot : Constance Ajard
- Mélanie Robert : Noémie Ajard
- Arnaud Binard : Christophe Ajard
- Noé Besin : Léo Cranjeon
- Juliette Plumecocq-Mech : Andrée Cranjeon
- Marianne Pommier : Vanessa Cranjeon
- Stéphane Margot : Jean-Pierre Cranjeon
- Savannah Rol : Jordan
- Claudette-Ismène Rumler : Bintou
- Loïs Vial : Charlie
- Mathilde Cerf : Elodie
- Véronique Frumy : Dame au chien
- Sakir Uyar : Ladki
- Fatah Boudia : Président de la cour
- Yvette Ferreol : Vieille cliente
- Pierre André : Gendarme accueil
- Sandra Vandroux : Infirmière oncologie

#### Épisode 2:Mauvaise leçon
- François-David Cardonnel : Romain Delage
- Armelle Deutsch : Christelle Legrand
- Arthur Prevost : Lucas
- Ambre Munié : Elise
- Bruni Makaya : Driss
- Nicolas Sartous : Proviseur Audouin

### Saison 2

#### Épisode 3:Succession
- Arthur Prevost : Lucas
- Bruno Solo : Philippe
- Pauline Paolini : Mathilde

#### Épisode 4:Sous pression
- Claire Nebout : Christine Rigault

### Saison 3

#### Épisode 5:Le prix de la vie
- Antoine Duléry : Jean Colignon
- Arthur Prevost : Lucas Maury
- Jeaneta Domingos : Awa Diacouré
- Aïda Asgharzadeh : Yasmine Zenati
- Bryan Trésor : Grégoire Casal
- Antoine Levannier : Thomas Braumann
- Laetitia Beauvais : Laure Barthez
- Paul Rainaut : Victor
- Marthe Fieschi : Carla Barthez
- Valentin Louis : Francis Barthez
- Rachid Hafassa : Moussa Dialo
- Khalida Azaom : Malika Belouad
- Camélia Faid : Anissa Belouad
- Alix Andreani : Marie Martin
- Basile Lacoeuilhe : Olivier Zayan

## Production

### Fiche technique
Sauf indication contraire, les informations mentionnées dans cette section peuvent être confirmées par les bases de données cinématographiques IMDb et Allociné,  présentes dans la section « Liens externes ».
- Titre français : Bellefond
- Réalisation : Emilie Barbault, Sarah Barbault
- Scénario : Anne-Charlotte Kassab, Cécile Guillaume, Morgan Spillemaecker, Jérôme Aubry
- Musique : n.c.
- Décors : n.c.
- Costumes : n.c.
- Photographie : n.c.
- Son : n.c.
- Montage : Samuel Mortain
- Production : Michel Catz, Benjamin Dupont-Jubien, Gaël Richard, Mehdi Sabbar
- Sociétés de production :
- Pays de production :  France
- Langue originale : français
- Format : couleur
- Nombre de saisons :
- Nombre d'épisodes : 4 (au 28 avril 2024)
- Genre :
- Durée : 90 minutes
- Date de première diffusion :
  -  Belgique : 5 janvier 2022 sur La Une
  -  France : 18 octobre 2022 sur France 3

## Audiences et diffusion

### En Belgique
La série est diffusée en Belgique sur La Une (RTBF).
| Épisodes | Épisodes           | Diffusion               | Diffusion     | Réf.  |
| #        | Titre              | Jour                    | Horaire       | Réf.  |
| -------- | ------------------ | ----------------------- | ------------- | ----- |
| 1        | Bellefond (pilote) | Mercredi 5 janvier 2022 | 20:20 - 22:10 | [ 2 ] |
| 2        | Mauvaise leçon     | Mardi 25 avril 2023     | 20:25 - 22:10 | [ 3 ] |
| 3        | Succession         | Jeudi 18 avril 2024     | 20:25 - 22:15 | [ 4 ] |
| 4        | Sous pression      | Jeudi 25 avril 2024     | 20:35 - 22:20 | [ 5 ] |
| 5        | Le prix de la vie  | Mardi 29 avril 2025     | 20:15 - 22:00 | [ 6 ] |
| 6        | Liaison dangereuse | Mardi 6 mai 2025        | 20:10 - 21:55 | [ 7 ] |

### En France
En France, la série est diffusée le mardi vers 21 h 10 sur France 3.
| Épisode | Diffusion               | Diffusion     | Audience moyenne          | Audience moyenne                       | Audience moyenne         | Audience moyenne | Réf.   |
| Épisode | Jour                    | Horaire       | Nombre de téléspectateurs | Part de marché (sur les 4 ans et plus) | Part de marché (FRDA-50) | Classement       | Réf.   |
| ------- | ----------------------- | ------------- | ------------------------- | -------------------------------------- | ------------------------ | ---------------- | ------ |
| 1       | Mardi 18 octobre 2022   | 21:10 - 22:45 | 4 120 000                 | 20,3 %                                 | 5,9 %                    | 1er              | [ 8 ]  |
| 2       | Mardi 28 novembre 2023  | 21:10 - 22:40 | 3 580 000                 | 16,8 %                                 | 2,6 %                    | 1er              | [ 9 ]  |
| 3       | Mardi 24 septembre 2024 | 21:05 - 22:40 | 3 350 000                 | 17,9 %                                 | 4,1 %                    | 1er              | [ 10 ] |
| 4       | Mardi 21 janvier 2025   | 21:05 - 22:40 | 3 243 000                 | 17,3 %                                 | 3,2 %                    | 2e               | [ 11 ] |
| 5       | Mardi 10 juin 2025      | 21:05 - 22:40 | 3 343 000                 | 19 %                                   | 3,4 %                    | 1er              | [ 12 ] |

- Les plus hauts chiffres d'audience
- Les plus bas chiffres d'audience